# Джексон, Арнольд
Арнольд Нюджент Строд Строд-Джексон (англ. Arnold Nugent Strode Strode-Jackson; 5 апреля 1891, Эддлстоун, графство Суррей, Англия — 13 ноября 1972, Оксфорд, Англия) — британский легкоатлет, генерал и барристер. Олимпийский чемпион 1912 года в беге на 1500 метров. Компаньон ордена «За выдающиеся заслуги» с тремя планками (один из 16 человек за 130-летнюю историю награды, удостоенных этой степени), командор ордена Британской империи (CBE).

## Биография
Дядя Арнольда — Клемент Джексон (1846—1924), спортсмен, академик, один из основателей Любительской атлетической ассоциации Англии (англ. Amateur Athletic Association) в 1880 году.
В августе 1914 года был призван на военную службу, участвовал в Первой мировой войне, служил в прославленном полку Королевских стрелков (англ. King's Royal Rifle Corps). В мае 1918 года в возрасте 27 лет дослужился до подполковника, а в октябре того же года стал самым молодым бригадиром в Британской армии. В июне 1917 года был удостоен ордена «За выдающиеся заслуги», 18 июля того же года получил первую планку к ордену, 13 мая 1918 года получил вторую планку, а 2 декабря 1918 года — третью. Всего 8 британских военных были удостоены этого ордена с тремя планками за время Первой мировой войны. Кроме ордена «За выдающиеся заслуги» еще шесть раз Джексон был удостоен упоминания в приказе, опубликованном в печати (англ. Mentioned in dispatches). Это делает Джексона одним из наиболее заслуженных британских офицеров Первой мировой войны. Входил в британскую делегацию на Парижской мирной конференции 1919 года, за свою работу на ней стал командором ордена Британской империи.
В 1920 году стал членом Британской олимпийской ассоциации. В 1921 году эмигрировал в США, работал в юридических организациях в Коннектикуте. В 1935 году был директором первого фестиваля в честь знаменитого Кентуккского дерби. Во время Второй мировой войны служил при губернаторе Кентукки, инспектировал войска. В 1945 году стал гражданином США. В 1963 году, после смерти своей жены Доры (были женаты с 1918 года), вернулся в Оксфорд, где умер в ноябре 1972 года.
Пьеса о жизни Джексона «Строд-Джексон» (англ. Strode-Jackson), написанная Майком Ходдом и Джеком Торингтоном, была поставлена в 1979 году в лондонском театре King’s Head.

## Спортивная карьера
Во время учёбы в колледже Арнольд занимался бегом, крикетом, футболом и боксом. После того как он поступил в колледж Brasenose он также стал увлекаться хоккеем и гольфом. Однако по совету своего дяди он стал специализироваться в беге на средние дистанции. В 1912 году он стал чемпионом Оксфордского университета в беге на 1 милю с результатом 4.21,6. За этот великолепный результат он был включён в состав олимпийской сборной Великобритании. 
На Олимпийских играх 1912 года в Стокгольме в финале 10 июля в упорной борьбе сумел опередить на финише двух американцев — рекордсмена мира Абеля Кивиата и Нормана Тэйбера, которые отстали от Джексона всего на 0,1 сек. Ещё два бегуна также проиграли Арнольду менее одной секунды. Джексон выиграл золото с новым олимпийским рекордом (3:56,8). Золото Джексона было единственной победой в личной дисциплине для британских легкоатлетов на Играх в Стокгольме (ещё одну победу британцы одержали в эстафете 4×100 метров). До 2008 года Джексон удерживал рекорд как самый юный (21 год) победитель на этой дистанции на Олимпийских играх, пока достижение Джексона не превзошёл 19-летний кениец Асбель Кипроп.